# Safrol
El safrol es un compuesto constituyente de varios aceites esenciales y que habitualmente ha sido extraído de la raíz del sasafrás en forma de aceite, que lo contiene en abundancia. Se utilizó como antiséptico tópico y como potenciador del sabor en la industria alimentaria, aunque ya en la década de 1960 la Administración de Alimentos y Medicamentos de Estados Unidos declaró que el aceite de sasafrás destinado a alimentación debía ir desprovisto de safrol. Esta norma se aprobó tras realizarse estudios que apuntaban a que el safrol es cancerígeno para el hígado.
En el medio natural, se encuentra en una amplia variedad de plantas, donde suele actuar como pesticida biológico. Las principales fuentes de safrol son la Ocotea odorifera, una planta endémica de Brasil, el Piper auritum, planta usada en cocina tradicional mexicana y el Sassafras albidum, un árbol presente en vastas extensiones del este de América del Norte. Se utiliza de precursor en la síntesis del sinérgico de plaguicidas butóxido de piperonilo (BOP), del piperonal a través del isosafrol y de la droga psicoactiva ilegal conocida como MDMA, por lo que su tráfico y comercio está bajo vigilancia especial.

## Química
El safrol es un líquido graso incoloro o amarillo claro. Puede ser sintetizado a partir de otros metilendioxicompuestos. Es el componente principal del aceite de alcanfor marrón (el alcanfor blanco no contiene safrol), y se encuentra en pequeñas cantidades en una gran variedad de plantas, donde cumple funciones de pesticida natural.

## Carcinogénesis
El safrol es un carcinógeno débil en ratas. De forma natural se encuentra en una gran variedad de especies como la albahaca, canela, nuez moscada y pimienta. Se cree que el safrol contribuye en cierta medida (pequeña, aunque estimable) en la incidencia del cáncer humano. En Estados Unidos fue utilizado como aditivo en diversos alimentos hasta que fue prohibido por la FDA tras el descubrimiento de su potencial carcinógeno en ratas.
De acuerdo con un estudio, realizado en 1977, sobre los metabolitos del safrol en humanos y ratas, fueron hallados dos metabolitos carcinógenos en la orina de las ratas (1'-Hidroxisafrol y 3'-Hidroxisafrol) que no fueron hallados en la orina humana. Esto cuestiona tal carcinogénesis en humanos.

## Uso ilegal en la síntesis de MDMA
El safrol es a menudo utilizado como el principal precursor para la síntesis clandestina de MDMA (éxtasis). El procedimiento estándar consiste en la isomerización del safrol hasta isosafrol en presencia de una base fuerte, oxidación del isosafrol hasta 3,4-metilendioxifenil-2-propanona (MDP2P), seguido de una aminación reductiva con metilamina hasta MDMA.
Es casi imposible conseguir grandes cantidades de safrol debido al duro control al cual se encuentran sometidos por la legislación vigente. El safrol, isosafrol y piperonal se encuentran en la Lista I de precursores químicos bajo regulación Nº 273/2004 en la Comunidad Europea.
La corteza de la raíz del Sasafrás americano contiene un bajo porcentaje de volátiles ricos en safrol. Intentar obtener safrol mediante la extracción del mismo de dicha fuente no es un buen método, en tanto que los rendimientos son bajos y el procedimiento es tedioso y caro. En las últimas décadas la demanda de safrol ha provocado una rápida deforestación, generalmente ilegal, del árbol Cinnamomum parthenoxylon, originario del sudeste asiático y que la UICN considera en situación de peligro crítico. Esta deforestación afecta especialmente a los montes Cardamomo de Camboya. Sin embargo, se desconoce qué cantidad de este safrol cosechado ilegalmente va realmente hacia la producción de MDMA, pues más del 90 % del safrol a nivel mundial (alrededor de 2000 toneladas métricas anuales) se utiliza en la fabricación de pesticidas, fragancias y otros productos químicos.